# استفان ناغي
استفان ناجي (بالمجرية: Nagy István)‏ (و. 1920 – 2017 م) هو نحات مجري، توفي عن عمر يناهز 97 عاماً.

## التعليم
تعلم في الجامعة المجرية للفنون الجميلة.